# Famille de Las Cases
La famille de Las Cases est une famille de la noblesse française subsistante.
Les plus anciennes preuves de noblesse de cette famille (1668) la font entrer dans la noblesse d'ancienne extraction.
Cette famille est illustrée par trois générations d'hommes politiques au XIXe siècle dont le comte de Las Cases (1766-1842) qui est l'auteur du récit intitulé Le Mémorial de Sainte-Hélène.

## Histoire
La famille de Las Cases est mentionnée en Languedoc et en Bretagne,.
Les sources les plus récentes sur cette famille sont : Régis Valette qui dans Catalogue de la noblesse française subsistante écrit que cette famille est d'ancienne extraction noble sur preuves de 1453 ; et Arnaud Clement qui dans La noblesse française retient également une noblesse remontant à l'année 1453.
Jean de Las Cases est maintenu dans sa noblesse d'ancienne extraction en Languedoc en 1668.
La famille de Las Cases a été admise aux honneurs de la cour en 1774, 1776 et 1782,,.
Henri Jougla de Morenas dans Grand Armorial de France écrit : « cette ancienne Maison serait originaire d'Espagne, elle se serait établie en France au début du XIIIe siècle. Elle aurait donné : Bertrand de Las Cases, chevalier croisé en 1248 dont le nom et les armes figurent à la salle des Croisades du Palais de Versailles, et deux archevêques de Bordeaux au début du XIVe siècle. La Maison de Las Cases est connue en Languedoc d'une manière certaine depuis 1331. »
La famille de Las Cases est dans la liste des familles subsistantes d'origine chevaleresque du vicomte de Marsay et y est mentionnée comme étant à la fois dans la liste des familles d'origine chevaleresque de Gustave Chaix d'Est-Ange et dans celle du baron de Woëlmont.

## Personnalités

### XIIIesiècle
- Betrand de Las Cases accompagne Saint-Louis dans sa croisade en 1250.
- Charles de Las Casas, chevalier en 1200, alors fixé à Séville en Andalousie où les croisades contre les Maures avaient attiré ses ancêtres, un siècle auparavant, fut l'un des seigneurs espagnols désigné pour accompagner Blanche de Castille lorsqu'elle vint en France épouser le 12 mai 1200, Louis VIII, père de Saint-Louis. Il obtint le droit de se fixer en France.
- Arnaud de Las Cases, obtint d’Édouard Ier en 1290, le commandement de deux places fortes près de Mont-Sègur en Agenois.
- Guillaume de Las Cases, fils du précédent, professeur ès-lois, seigneur de Tartas et de Fumel, reçu à Westminster, du roi d’Angleterre, pour prix de ses services, la confirmation du don d’une terre autrefois confisquée.
- Betrand de Las Cases, fils d’Arnaud, sage et discret baron, docteur ès-lois, et juge de l’Agenois en 1312.
- Ferdinand de Las Cases, fils de Charles, chevalier, il donne à son frère un portrait doré de la reine Blanche, que son père avait reçu de cette princesse.
- Pierre I de Las Cases, fils du précédent, chevalier, en 1289, il se trouve exécuteur testamentaire de Pierre de Grailly, de concert avec le roi d’Angleterre, le duc de Lorraine et celui de Brabant. En 1294, il est compris dans la liste des barons de l’Agenois, auxquels Edouard I, roi d’Angleterre, duc de Guienne, adresse une lettre pour leur demander du secours. En 1307, il est commandant pour le roi d’Angleterre, duc de Guienne, à Saint-Sever ou Saint-Séverin. En 1321, il sert de protecteur à Béatrix de Béziers, veuve de Guy de Séverac, et à ses deux filles, dont il marie l’aînée, Richarde, à son fils . En 1325, il administre la baronnie de Séverac au nom d’Esclarmonde, sa petite-fille, et soutient contre les Séverac un long et fameux procès, dans lequel interviennent, comme parents et amis, le pape, le roi de Majorque, le comte de Foix.

### XIVesiècle
- Amanieu de Las Cases, frère du précédent, archevêque de Bordeaux, enterré en 1346 dans la chapelle du château de Belvèze.
- Bernard de Las Cases, frère du précédent, archevêque de Bordeaux après son frère, grand trésorier de Rouen en 1341, archevêque de Narbonne, mourut en 1351.
- Pierre de Las Cases, fils du précédent, grand archidiacre de Poitier en 1360.
- Pierre II de Las Cases, chevalier. Étant encore mineur, il épousa Richarde de Séverac, héritière par sa mère de la maison de Béziers, et par son père de la baronnie de Séverac. Charles IV dit le Bel accorda, par lettres patentes de mai 1324, à Pierre de Las Cases, son cher et fidèle écuyer, le droit de colombier, et Philippe de Valois lui concède, le 7 février 1332, d’autres lettres patentes pour la mise en possession des terres de Cesseras et de Belvèze, dont il héritait d‘Esclarmonde, sa fille.
- Pierre III de Las Cases épousa Miracle de Cournon, ﬁlle et héritière de Guillaume de Cournonteral.
- Bertrand de Las Cases, chevalier, frère du précédent, paraît dans la liste des barons qui rendent hommage, en 1363, au roi d’Angleterre. Par cet acte, il reçut la terre de Belvéze et ses dépendances. Bertrand rendit hommage pour la terre de Cognacio en 1389, et mourut vers 1396.

### Généalogie prouvée sous l'Ancien Régime depuis l'année 1453

#### XVesiècle
- Guillaume de Las Cases , seigneur de Belvèze, Cognacio , etc. Guillaume, qui ne vivait plus en 1440 , devient , par ses deux fils, Jean et Bertrand , père de deux branches qui ont continué en Languedoc et en Quercy.

Branche aînée de Belvèze , qui continue la ligne directe en Languedoc :
- Jean de Las Cases, chevalier, seigneur de Belvèze, demeure en Languedoc. Il meurt vers la fin de l'année 1467, comme il appert par divers actes. Il laisse un fils.
- Pierre de Las Cases, chevalier, seigneur de Belvèze, appelé par substitution à l'héritage de son oncle Bertrand, chef de la branche du Quercy; meurt, en 1495.

#### XVIesiècle
- François de Las Cases, chevalier, seigneur de Belvèze , rend hommage en 1503 ; suit Louis XII dans ses expéditions d'Italie, ainsi que François Ier ; teste en 1547, et meurt dans l'année 1548.
- Pons de Las Cases, co-seigneur de Belvèze , seigneur d'Esperandieu et de Campmasviel, le héros de la famille, dit de son temps, à cause de ses beaux faits d'armes, le vrai chevalier et la fleur de noble famille (Dictionnaire biographique et vieille chronique de famille). Au mariage d'Antoine son fils, en 1580, il règle l'ordre de la succession de sa famille, et veut, s'il ne restait que des filles, que l'aînée porte à son mari le nom et les armes. Il meurt vers 1581.

#### XVIIesiècle
- Antoine de Las Cases, co-seigneur de Belzève, meurt en 1616, âgé d'environ 70 ans., Antoine vécu au temps des guerres civiles; dans l'un des moments les plus forts de la crise anarchique il tomba au pouvoir d'un parti protestant. Pendant son absence, d'autres ennemis forcèrent le fort de Belzève, saccagèrent le château, détruisirent les monuments de la famille, et emmenèrent son fils. Antoine de retour ne put supporter la vue de ruines si chères, il vendit en 1594 la terre de Belzève, depuis si longtemps dans la famille, et la remplaça par celle de la Veyrière, enlevée par la révolution.
- Marc-Antoine de Las Cases, fils du précédent, seigneur de la Caussade et de la Veyrière, . Il meurt le 10 juillet 1665, âgé d'environ 8 o ans. Marc-Antoine, zélé protestant, s'attacha au duc de Rohan, sous lequel il combattait ; et le suivit même hors de France.
- Jean de Las Cases, chevalier, sieur de la Nauze, capitaine dans le régiment de Champagne, né le 22 septembre 1627, reconnu et déclaré, lui et les siens, issus d'antique et noble race, par la maintenue de noblesse du Languedoc en 1668. Il émancipe son fils en 1677, et meurt à 81 ans.
- Pierre de Las Cases, fils du précédent, sieur de Belesta par l'héritage de sa tante ; sert de très-bonne heure dans Champagne. En 1686, à l'âge de 19 ans, il a le malheur de tuer en duel le sieur de Montmirail, son camarade au même régiment. Il obtient des lettres de grâce, faveur extrême, vu la rigueur des lois du temps sur le duel. En 1692, parvenu à la tête de son régiment, il périt à 25 ans, sur le champ de bataille à Steinkerque, fort regretté du maréchal de Luxembourg, son général.
- Marc de las Cases, fils de Jean, chevalier, seigneur de la Caussade, officier dans le régiment de Navarre, né en 1649, abjure à Paris en 1674, éprouve de grandes traverses, et perd la majeure partie de sa fortune. Il meurt à 77 ans. Ses mémoires, provoqués par M. de Louvois, amènent contre les trésoriers des guerres des mesures sévères qui enveloppent son beau-frère Tallon, et lui coûtent sa fortune.

#### XVIIIesiècle
- Pierre de Las Cases, fils du précédent, sieur de Belesta, né en 1691, capitaine dans la cavalerie Saint-Simon, blessé à la retraite du Rhin en 1745, fait chevalier de Saint- Louis, meurt en 1749. Dont 3 fils, le premier est passé jeune au service d’Espagne ; le second a été grand-vicaire d'Agde, et chanoine- comte du noble chapitre de Gigny en Franche- Comté. Le troisième est mort en 1789, retiré du service.
- Jean de las Cases, chevalier, seigneur de la Caussade, né le 11 mars 1688, sert dans le régiment du Maine, y est blessé plusieurs fois, et reçoit la croix de Saint- Louis. Il meurt à 71 ans.
- François-Hyacinthe de Las Cases, , fils du précédent, chevalier, seigneur justicier dans les consulats de Puy-Laurens , Revel et Palleville , seigneur suzerain et dominant de la Mothe, Dournes et autres places, né en 1733, suit son père au service dès l'âge de sept ans , se trouve avec lui dans la campagne d'Italie, en 1746, sous le prince de Conti , et y est blessé à l'œil gauche , n'ayant que onze ans ; fait avec distinction, en qualité de capitaine, les campagnes de 1757 et 1758, en Allemagne, ainsi que celle de 1762, sous le prince de Condé; reçoit la croix de Saint- Louis en 1763 et bientôt après les commandements de Revel , Sorèze, et pays dépendants. On le nommait à celui de Burzet, diocèse de Mende, quand il mourut le 23 juillet 1780. Il avait épousé, en 1765, Jeanne Naves de Ranchin, dont Emmanuel de Las Cases, auteur du Mémorial de Sainte-Hélène.
- Pierre-Jean, dit le Marquis de Las Cases, né en 1750, page de la Petite Ecurie du Roi, colonel du régiment de Languedoc, est nommé maréchal de camp, chevalier de Saint-Louis

#### XIXesiècle
- Emmanuel de Las Cases (1766-1842), marquis de Las Cases, de la Caussade , chevalier, seigneur justicier dans les consulats de Puy-Laurens, Revel et Palleville, seigneur suzerain et dominant de la Mothe, Dournes, et autres places , entré dans la marine en 1782, lieutenant de vaisseau en 1789, présenté au roi la même année, sorti de France en 1791 , soldat volontaire dans l'armée du comte de Provence en 1792, officier dans le régiment émigré de Dudresnay en 1794, il participe à l'expédition de Quiberon qui se solde par un échec en 1795 ; chevalier de Saint- Louis en 1797, il rentre en France en 1802, chambellan de l'Empereur Napoléon Ier, il est l'auteur du Mémorial de Sainte-Hélène
- Adolphe Joseph Henri StanisIas de Las Cases, colonel-lieutenant aux gardes du corps du roi de la Compagnie de Luxembourg, chevalier de la Légion d'honneur, marquis (confirmé par ordonnance royale du 13 juin 1830) et autorisation d'institution d'un majorat au titre de marquis
- Emmanuel Pons de Las Cases (1800-1854) député du Finistère et sénateur du Second Empire, fils d'Emmanuel de Las Cases
- Antoine Bergnes de Las Cases (1801-1879) helléniste, éditeur et sénateur à Barcelone (Espagne)
- Barthélémy de Las Cases (1811-1877), député de Maine-et-Loire, chambellan de Napoléon III, fils d'Emmanuel de Las Cases
- Félix de Las Cases (1819-1880), évêque de Constantine et Hippone, neveu d'Emmanuel de Las Cases
- Emmanuel de Las Cases (1854-1934), avocat, sénateur, petit-neveu d'Emmanuel de Las Cases

#### XXe–XXIesiècle
- Marie, Casimir, Philippe de Las Cases nait le 1er septembre 1881 à Saint-Côme-d'Olt (Aveyron). Il est le fils d'Emmanuel de Las Cases et de Marguerite Mayran. Sous-Lieutenant en 1916, lieutenant le 21 aout 1917, capitaine par décret du 25 décembre 1929. Le 2 décembre 1916, il est cité à l’ordre du 9e corps d’armée par le colonel commandant l’Artillerie du 9e CA, le 15 février 1919, il est cité à l’ordre du 89e RAL. Croix de guerre et chevalier de la Légion d'honneur.
- Zoé de Las Cases, graphiste, illustratrice et éditrice.

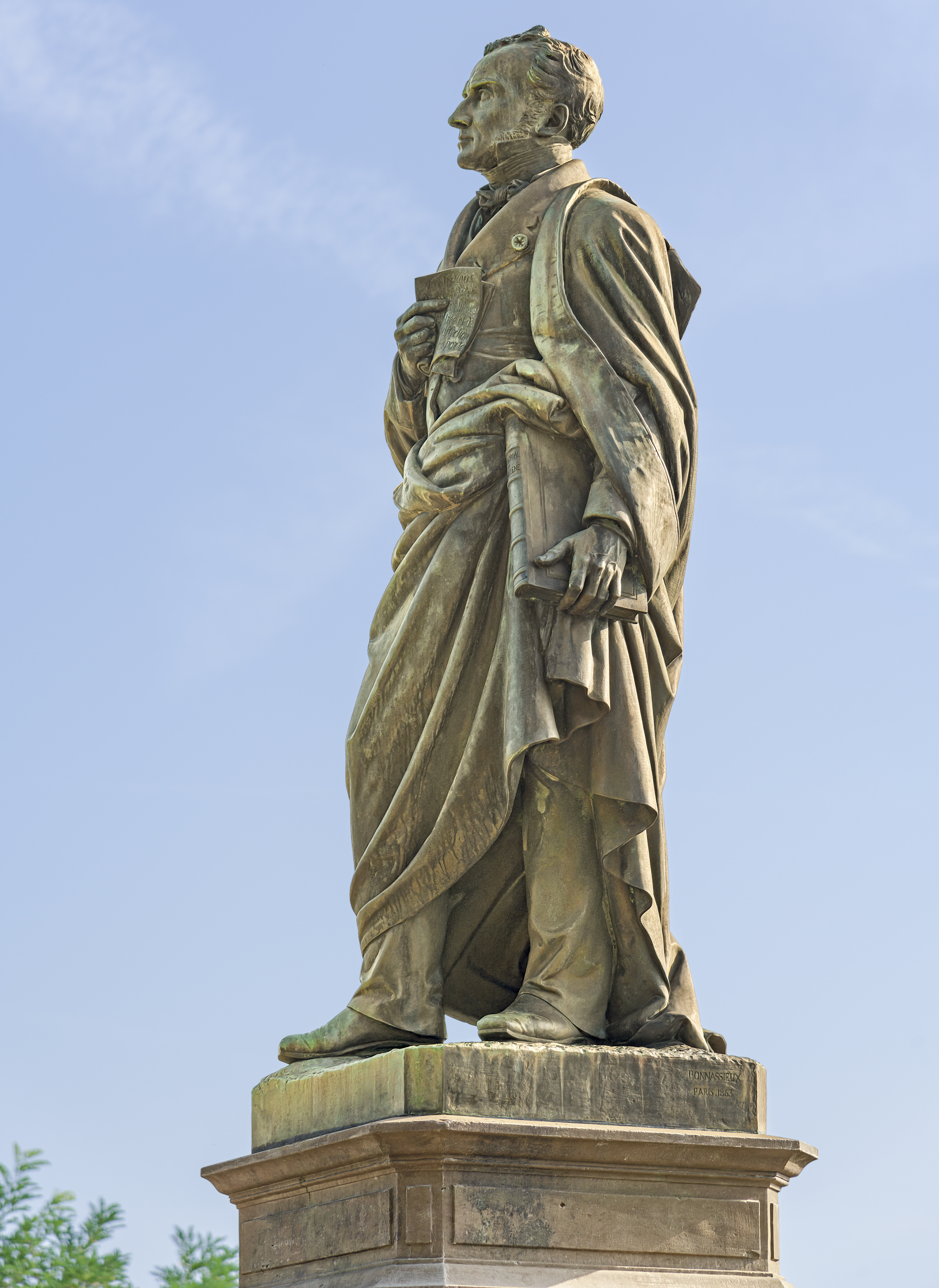
Emmanuel de Las Cases (1766-1842)
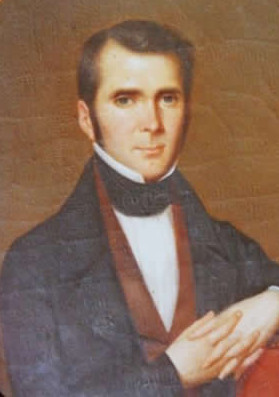
Emmanuel-Pons de Las Cases (1800-1854)
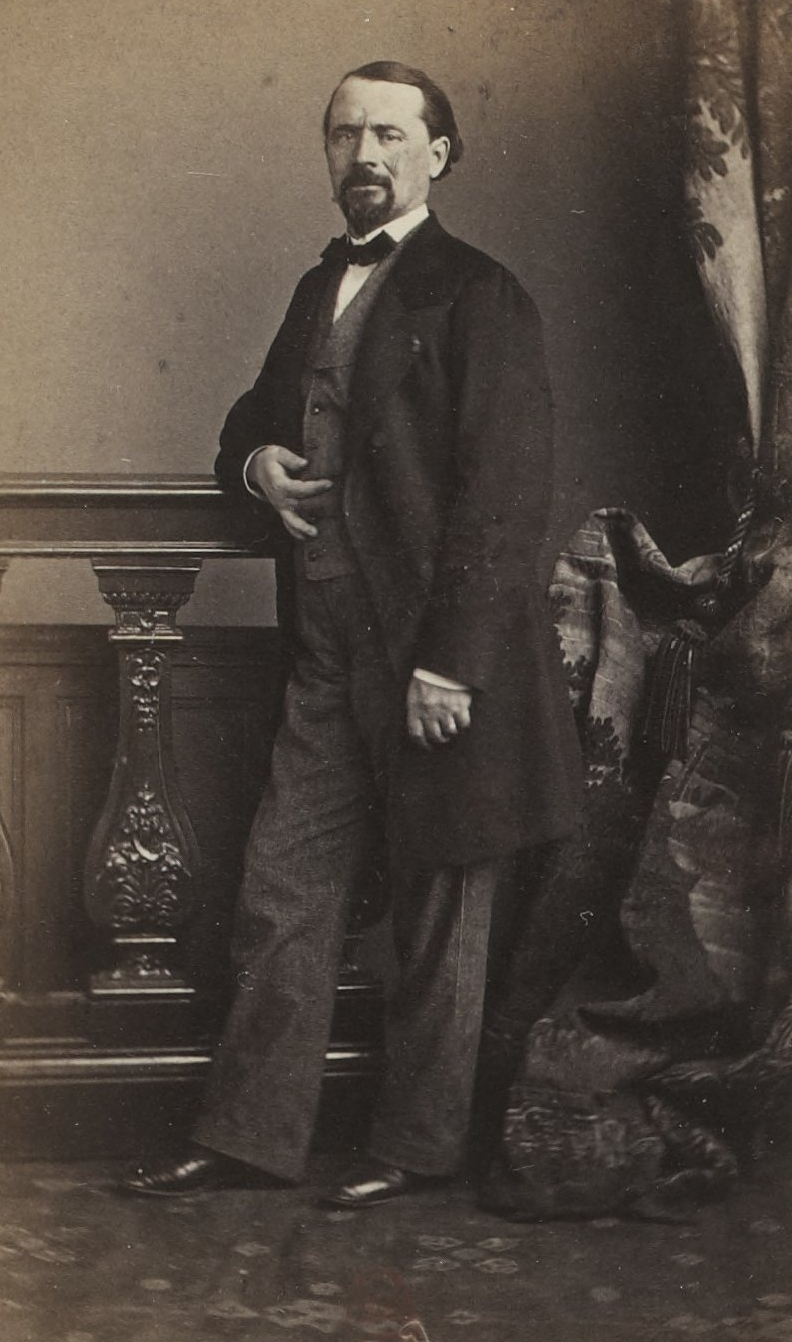
Barthélémy de Las Cases (1811-1877)
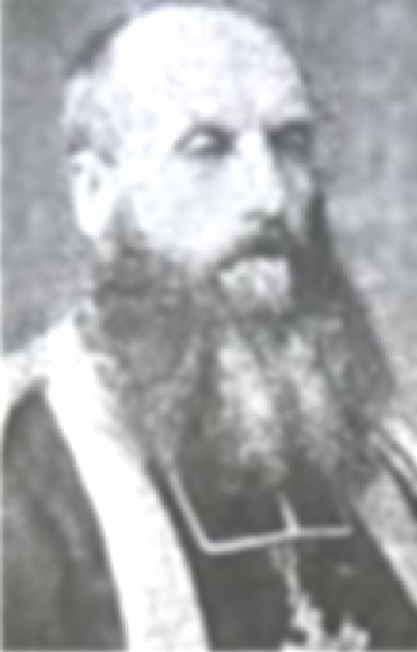
Félix de Las Cases (1819-1880)
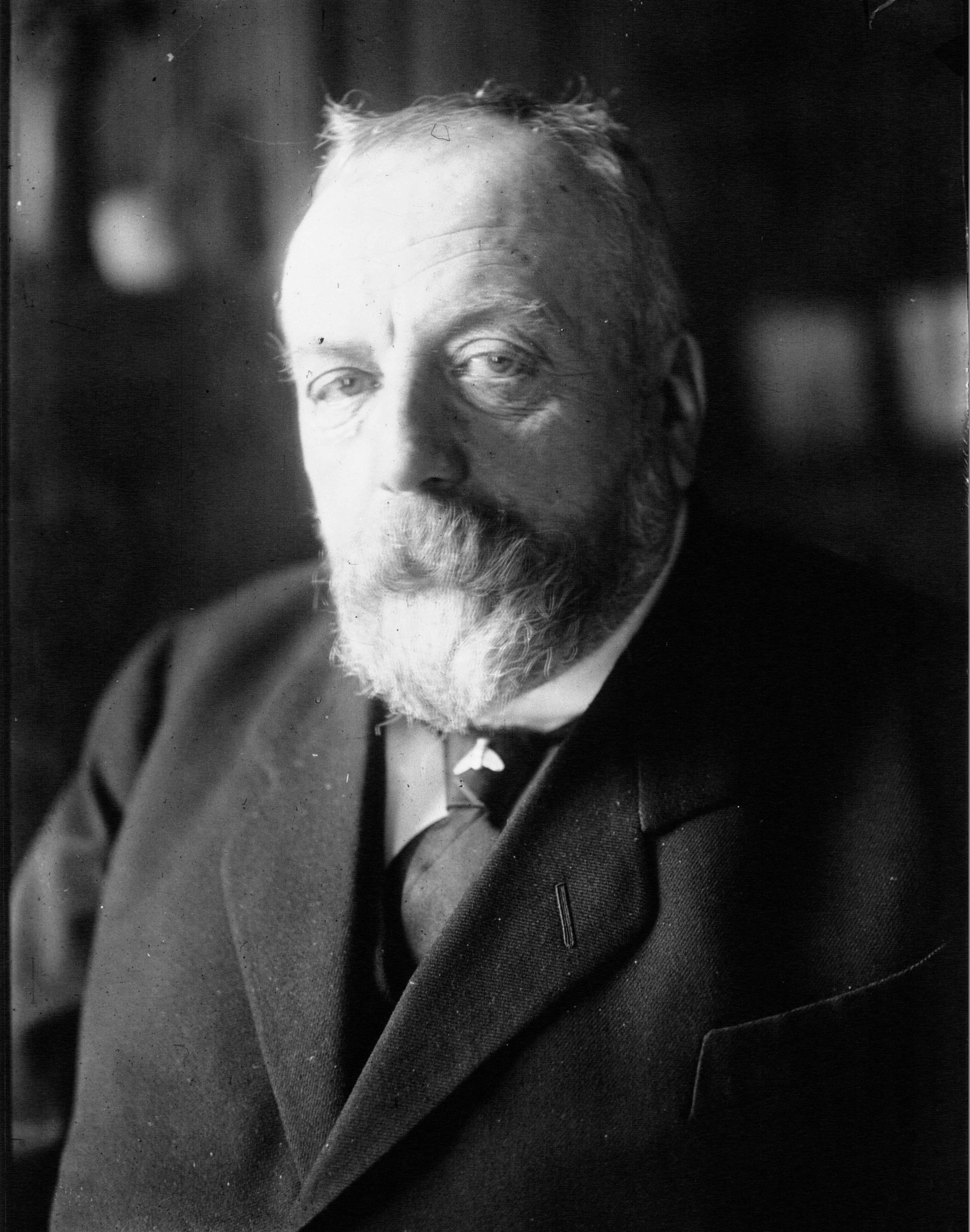
Emmanuel de Las Cases (1854-1934)

## Alliances
Les principales alliances de la famille de Las Cases : Fuentes, Guzman y Fuentes, Acuna, de Montesquiou, d'Hautpoul, de Montmorency, de Lara, de Grammont, la Tour d'Auvergne, de Noailles, d'Aubusson, de Rohan-Chabot, de la Rochejaquelein, de Kergariou, de Quélen, de Biencourt, Bourdeilles, de Thézan, de Chanaleilles, de Sevret, Naves de Ranchin.

## Titres de noblesse
- Baron de l'Empire, le 28 janvier 1809 puis comte de l'Empire, le 16 décembre 1810 (lettres patentes) pour Emmanuel de Las Cases[réf. nécessaire]

## Armes
- Blasonnement : D'or à la bande d'azur; à la bordure de gueules.[réf. nécessaire]
- Couronne : marquis
- Devise : Semper Paratus
- D'or, chargé d'une bande d'azur, à la bordure de gueules ; franc-quartier de comte officier de la maison de S.M. l'Empereur, pour Emmanuel de Las Cases

## Possessions
- Seigneuries de Tartas et de Fumel
- Seigneurie de Belvèze
- Fief et métairie de la Caussade
- Seigneurie de la Nauze
- Seigneurie de Veyrière
- Seigneuries d'Esperandieu et de Campmasviel
- Château de la Baume à Prinsuéjols (Lozère)
- Château de Peujard en Gironde